# Heliolonche melicleptrioides
Heliolonche melicleptrioides är en fjärilsart som beskrevs av Benjamin 1936. Heliolonche melicleptrioides ingår i släktet Heliolonche och familjen nattflyn. Inga underarter finns listade i Catalogue of Life.